# Overstromingen in Tabasco 2007
In oktober en november 2007 werd de Mexicaanse staat Tabasco getroffen door de ergste overstromingen in meer dan 50 jaar. De overstromingen werden veroorzaakt door hevige regenval in de buurstaat Chiapas, waardoor onder andere de Grijalva en Usumacinta buiten hun oevers traden. De hoofdstad Villahermosa liep op 31 oktober onder water. Zeker een miljoen mensen zijn getroffen, en 500.000 zijn dakloos geraakt. 80% van het grondgebied van Tabasco is getroffen evenals delen van Chiapas.

## Hydrologie van Tabasco

Hydrologische kaart van Villahermosa

Tabasco is een brede kustvlakte aan de Golf van Mexico die gevormd wordt door de delta van verschillende rivieren die uit gebieden ten zuiden van de staat komen, te weten Chiapas en Guatemala. De grootste rivieren zijn de Grijalva en de Usumacinta, die zich kort voor de monding verenigen. Het gebied rond hun monding is een groot moerasland, de moerassen van Centla, die bekendstaan om hun enorme biodiversiteit. De Grijalva vertakt zich in de staat in drie stromen, de Río Carrizal, Río Samaría en Río Mescalapa, die samenkomen en weer de Grijalva worden op de plaats waar Villahermosa is gebouwd. Stroomopwaarts in Chiapas bevinden zich enkele van Mexico's grootste stuwmeren in de Grijalva, waarvan de laatste de Presa Peñitas is, die zich in het uiterste noorden van Chiapas bevindt direct voor het begin van de laagvlakte van Chiapas.

## Overstromingen
De stijging van de waterspiegel in de Tabascaanse rivieren begon op 29 oktober en werd veroorzaakt door regens in Chiapas die op hun beurt werden veroorzaakt door een koud front afkomstig uit de Golf van Mexico. De stormen hadden een week eerder al het instorten van een olieplatform in de Golf van Campeche veroorzaakt waarbij 21 mensen om het leven kwamen. De regens die vielen in Tabasco en Chiapas verhoogden aanzienlijk het debiet in de Grijalva, waardoor uit veiligheidsoverwegingen besloten werd delen van Tabasco te evacueren en de stuwmeren Peñitas en Malpaso te openen, waardoor er 2016 kubieke meter water per uur door de Grijalva begon te stromen. Dit betekende dat het waterniveau in de rivieren binnen enkele uren kritieke hoogtes bereikte, waardoor grote delen van de staat onder water kwamen te staan waaronder vele nederzettingen, en begonnen werd met de evacuatie van risicogebieden waaronder de hoofdstad Villahermosa. Desalniettemin steeg het water veel sneller dan verwacht, zodat op 31 oktober 70% van de staat onder water stond nog voordat het grootste deel van de bevolking geëvacueerd kon worden.

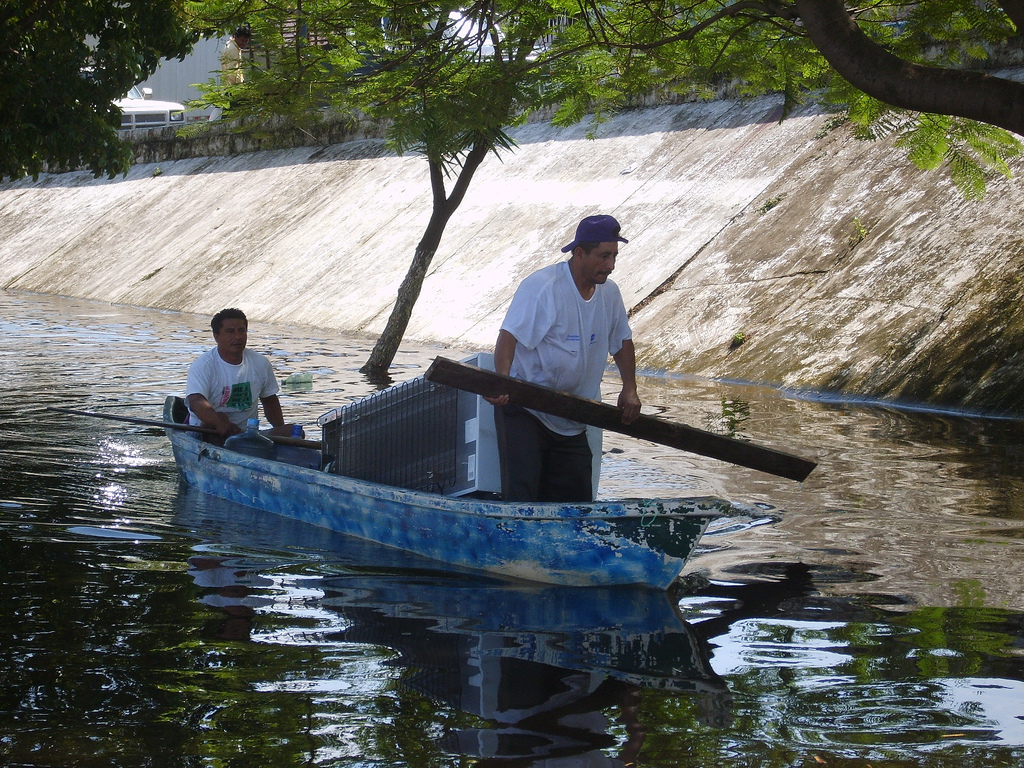
Twee inwoners van Villahermosa proberen hun bezittingen te redden

De stad Villahermosa is het zwaarst getroffen. De dijken van de hoofdstad braken op 31 oktober op twee plekken waarna de stad onder water begon te lopen. Voor zeker 300.000 inwoners kwam de evacuaties niet op tijd, en zitten vast op daken of bovenverdiepingen van hun huizen. Op 1 november stond zeker 80% van de stad onder water. Scholen, ziekenhuizen en telecommunicatie hebben opgehouden te functioneren, terwijl water en voedsel schaars zijn geworden. De stad is vrijwel volledig afgesneden van de rest van het land; slechts de Internationale Luchthaven Capitán Carlos Rovirosa functioneert nog als belangrijkste communicatiemiddel. Ook de landverbindingen tussen het schiereiland Yucatán en de rest van Mexico zijn volledig afgesneden. Alle 17 gemeentes van Tabasco en 22 gemeentes in Chiapas zijn uitgeroepen tot rampgebied. Om plunderingen en onrust tegen te gaan is in verschillende gemeentes in Tabasco een alcoholverbod afgekondigd.
Op 5 november veroorzaakte de regen een modderstroom waardoor het dorp San Juan Grijalva in Chiapas werd bedolven, waarbij 25 mensen om het leven kwamen. In Tabasco zijn tot dusver 5 doden bevestigd. In het Chiapaneeks Chicoasén kwam een medewerker van de Federale Elektriciteitscommissie om het leven. De totale schade wordt geschat op 700 miljoen Amerikaanse dollar, waarmee het de een na kostbaarste natuurramp uit de Mexicaanse geschiedenis is, kostbaarder dan bijvoorbeeld de orkaan Gilbert en de aardbeving van 1985. Alleen orkaan Wilma richtte nog meer schade aan.
Vanaf 6 november begonnen de waterstanden sterk te dalen.

## Hulpverlening

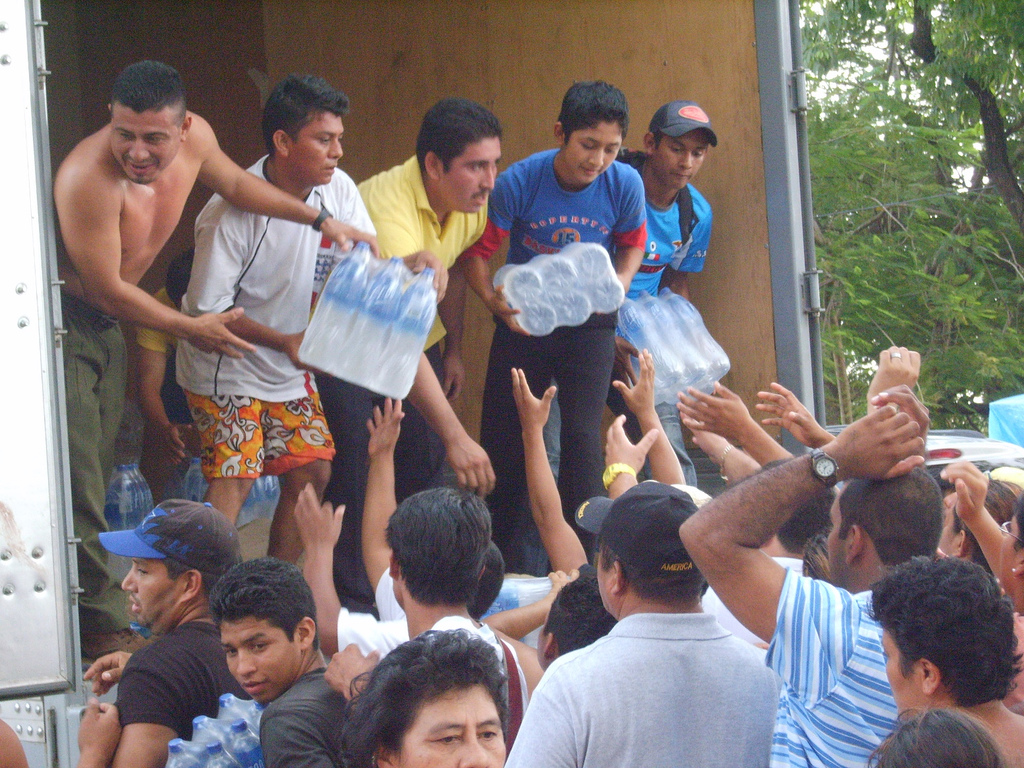
Verdeling van water onder de getroffenen

Het Mexicaanse leger en de Mexicaanse marine zijn naar Tabasco gestuurd om hulp te bieden. Reddingswerkers maken gebruik van helikopters en boten om de getroffenen te evacueren. Het leger heeft aan iedereen die in bezit is van een boot verzocht te helpen met de evacuatie. Op 2 november werd het eerste dodelijke slachtoffer gemeld. Gouverneur Andrés Granier vergeleek de situatie met New Orleans na de orkaan Katrina, en meldde dat ook de oogst bijna geheel vernietigd is. President Felipe Calderón bezocht het getroffen gebied en riep op tot solidariteit met de slachtoffers en het vrijmaken van fondsen voor hulp en wederopbouw. Medici waarschuwden voor de uitbraak van besmettelijke ziektes.
De Verenigde Staten, Canada, Duitsland, Ierland en Vlaanderen hebben financiële steun aan het rampgebied gestuurd terwijl Peru, het Verenigd Koninkrijk en Cuba specialistische hulpverleners naar Tabasco en Chiapas hebben gezonden.